# Anarthroclada parmata
Anarthroclada parmata är en nässeldjursart som beskrevs av Nikolai Alexsandrovich Naumov 1955. Anarthroclada parmata ingår i släktet Anarthroclada och familjen Halopterididae. Inga underarter finns listade i Catalogue of Life.